# Coupe de Luxembourg 1928-1929
La Coppa di Lussemburgo 1928-1929 è stata la 8ª edizione della coppa nazionale lussemburghese disputata tra il 7 ottobre 1928 e il 23 giugno 1929 e conclusa con la vittoria dello Red Boys Differdange, al suo quarto titolo.

## Formula
Eliminazione diretta in gara unica.

## Turno preliminare
| Squadra 1        | Risultato | Squadra 2            |
| ---------------- | --------- | -------------------- |
| 7 ottobre 1928   |           |                      |
| US Dudelange     | 3 − 0     | Chiers Rodange       |
| Swift Hesperange | 4 − 2     | Pétange              |
| Union Luxembourg | 7 − 1     | Alliance Dudelange   |
| US Esch          | 5 − 0     | Jeunesse Hautcharage |
| Progrès Grund    | 1 − 1     | Aris Bonnevoie       |

| Squadra 1                   | Risultato | Squadra 2     |
| --------------------------- | --------- | ------------- |
| 4 novembre 1928 (Spareggio) |           |               |
| Aris Bonnevoie              | 3 − 2     | Progrès Grund |

## Ottavi di finale
| Squadra 1             | Risultato | Squadra 2            |
| --------------------- | --------- | -------------------- |
| 2 dicembre 1928       |           |                      |
| Differdange           | 3 − 1     | Jeunesse Hautcharage |
| Fola Esch             | 6 − 3     | Swift Hesperange     |
| Progrès Niedercorn    | 2 − 0     | Union Luxembourg     |
| Red Black Pfaffenthal | 4 - 0     | Alliance Dudelange   |
| Red Boys Differdange  | 13 - 2    | Pétange              |
| Spora Luxembourg      | 5 - 1     | Aris Bonnevoie       |
| Stade Dudelange       | 2 - 0     | US Esch              |
| Jeunesse Esch         | 4 − 4     | US Dudelange         |

| Squadra 1       | Risultato | Squadra 2     |
| --------------- | --------- | ------------- |
| 3 febbraio 1929 |           |               |
| US Dudelange    | 2 − 3     | Jeunesse Esch |

## Quarti di finale
| Squadra 1             | Risultato | Squadra 2            |
| --------------------- | --------- | -------------------- |
| 10 marzo 1929         |           |                      |
| Differdange           | 2 − 5     | Jeunesse Esch        |
| Fola Esch             | 0 − 3     | Spora Luxembourg     |
| Red Black Pfaffenthal | 0 − 2     | Progrès Niedercorn   |
| Stade Dudelange       | 0 − 8     | Red Boys Differdange |

## Semifinali
| Squadra 1            | Risultato | Squadra 2          |
| -------------------- | --------- | ------------------ |
| 7 aprile 1929        |           |                    |
| Red Boys Differdange | 5 − 1     | Progrès Niedercorn |
| Jeunesse Esch        | 2 − 2     | Spora Luxembourg   |

| Squadra 1                  | Risultato | Squadra 2     |
| -------------------------- | --------- | ------------- |
| 21 aprile 1929 (Spareggio) |           |               |
| Spora Luxembourg           | 1 − 0     | Jeunesse Esch |

## Finale
| Petange 23 giugno 1929                               | Red Boys Differdange | 5 – 3 | Spora Luxembourg | Feld des Club Sportif |
| \| \| \| \| \| Pierre Bommertz \| Marcatori \| ?’ \| |                      |       |                  |                       |
|                                                      |                      |       |                  |                       |
| Pierre Bommertz                                      | Marcatori            | ?’    |                  |                       |